# Aptesis hypocrita
Aptesis hypocrita là một loài tò vò trong họ Ichneumonidae.